# Шань Цзюнь
Шань Цзюнь (кит. упр. 山俊, пиньинь Shān Jùn; род. 7 августа 1994, Лулян, Юньнань) — китайский боксёр, представитель лёгкой весовой категории. Выступает за национальную сборную КНР по боксу с 2014 года, бронзовый призёр Азиатских игр, обладатель бронзовой медали чемпионата Азии, победитель и призёр многих турниров международного значения, участник летних Олимпийских игр в Рио-де-Жанейро.

## Биография
Шань Цзюнь родился 7 августа 1994 года в уезде Лулян городcкого округа Цюйцзин провинции Юньнань, КНР.
В детстве вместе с братом поступил в спортивную школу в Цюйцзине, занимался здесь боксом, в то время как его брат стал бегуном-спринтером. В возрасте 15 лет в 2009 году одержал победу на чемпионате спортивной федерации Куньмина (столицы провинции), впоследствии неоднократно становился победителем и призёром различных юниорских соревнований. В 2012 году боксировал на чемпионате мира среди юниоров в Армении.
Начиная с 2014 года выступал на взрослом уровне, в частности в этом сезоне в составе китайской национальной сборной боксировал на Открытом чемпионате Китая в Гуйяне и на международном турнире Хиральдо Кордова Кардин в Гаване.
В 2015 году одержал победу на чемпионате Китая в зачёте лёгкой весовой категории, побывал на чемпионате Азии в Бангкоке, где в 1/16 финала был остановлен казахом Закиром Сафиуллиным. В это время также активно выступал в матчевых встречах полупрофессиональной лиги World Series of Boxing, представляя команду «Китайские драконы».
На Всемирной олимпийской квалификации в Баку дошёл до полуфинала и таким образом удостоился права защищать честь страны на летних Олимпийских играх 2016 года в Рио-де-Жанейро. На Играх уже в стартовом поединке категории до 60 кг единогласным решением судей потерпел поражение от таджика Анвара Юнусова и сразу же выбыл из борьбы за медали.
После Олимпиады в Рио Шань остался в составе боксёрской команды Китая и продолжил принимать участие в крупнейших международных турнирах. Так, в 2017 году в лёгком весе он завоевал бронзовую медаль на азиатском первенстве в Ташкенте, уступив в полуфинале узбеку Эльнуру Абдураимову, выступил на мировом первенстве в Гамбурге, где в 1/16 финала был остановлен представителем Израиля Павлом Ищенко.
В 2018 году выиграл бронзовую медаль на Азиатских играх в Джакарте, здесь в полуфинале его победил монгол Эрдэнэбатын Цэндбаатар.
В 2019 году боксировал на чемпионате мира в Екатеринбурге, на международных турнирах в Бангкоке и Шанхае.